# Muiredach I Bolgrach
Muiredach I Bolgrach – legendarny zwierzchni król Irlandii z dynastii Milezjan (linia Eremona) w latach 469–468 p.n.e. Syn Simona Breaca, zwierzchniego króla Irlandii.
Objął zwierzchni tron irlandzki po pokonaniu i zabiciu arcykróla oraz zabójcy jego ojca, Duacha I Finna, w bitwie pod Magh. Rządził Irlandią przez rok i jeden miesiąc, gdy zginął z ręki Enny (Endy) Derga. Ten zemścił się za śmierć swego ojca Duacha I Finna, następnie objął zwierzchnią władzę nad Irlandią.

## Potomstwo
Muiredach pozostawił po sobie dwóch synów:
- Duach Temrach, miał syna:
  - Congal Cosgarach, miał dwóch synów:
    - Eochaid VI Fiadmuine, przyszły zwierzchni król Irlandii
    - Conaing Begeglach, przyszły zwierzchni król Irlandii
- Fiacha IV Tolgrach, przyszły zwierzchni król Irlandii